# Angelo DiGeorge
Angelo Mario DiGeorge (15 de abril de 1921 Filadelfia, EE. UU.- 11 de octubre de 2009) fue un pediatra endocrinólogo estadounidense que describió el síndrome de DiGeorge.

## Biografía
DiGeorge nació en Filadelfia, Pensilvania, se educó y graduó en la Universidad de Temple. Fue miembro fundador de la Lawson Wilkins Pediatric Endocrine Society y su presidente entre 1983 y 1984.